# Forcipomyia punctipes
Forcipomyia punctipes är en tvåvingeart som beskrevs av Edwards 1928. Forcipomyia punctipes ingår i släktet Forcipomyia och familjen svidknott. Inga underarter finns listade i Catalogue of Life.